# Fjuckby
Fjuckby ist ein Dorf in der schwedischen Provinz Uppsala län und der historischen Provinz Uppland. Der Ort in der Gemeinde Uppsala liegt knapp 15 Kilometer nördlich des Zentrums der Stadt Uppsala.
Gemäß Definition des Statistiska centralbyrån umfasst der Ort den Bereich zweier etwa gleich großer, gut 1 km voneinander entfernter (Småorter): Der westliche Teil nennt sich Fjuckby västra („West-Fjuckby“), der östliche Teil Oppgården och Fjuckby.
Der sekundäre Länsväg C600 im früheren Verlauf der Europastraße 4 führt westlich unweit des Ortes vorbei, während die neue, zur Autobahn ausgebaute und 2006 eröffnete Trasse knapp 2 km östlich verläuft.

## Ortsname
Der älteste Hinweis auf den Ortsnamen stammt aus dem Jahre 1316. Der erste Teil des heutigen Ortsnamens, fjuck, geht auf das frühschwedische Verb fjuka zurück und bedeutet schnell in die Luft gehen oder auch heftig umherwehen. Fjuk ist Bestandteil mehrerer schwedischer Ortsnamen und bezeichnet oft windige Plätze und Stellen.
Wegen der Ähnlichkeit des Ortsnamens mit dem englischen Wort Fuck beantragten elf Einwohner des Ortes im Dezember 2006 beim Lantmäteriet die Umbenennung in Fjukeby oder auch Fjukaby. Der erste Vorschlag war die bis 1930 gültige Schreibweise. Am 26. Februar 2007 erging der Bescheid, dass der Ort weiterhin Fjuckby heißen wird, da zu wenig Einwohner den Vorschlag unterstützten.